# K2-25b
K2-25b är en exoplanet som kretsar runt en röd dvärg i Hyaderna. K2-25b är fyra gånger större än jorden, vilket är mycket stort jämfört med andra kända exoplanter vars moderstjärna är en röd dvärg.